# Književnost u 2007.
◄◄ | ◄ | 2004. | 2005. | 2006. | 2007.  | 2008. | 2009. | 2010. | ► | ►►
Arhitektura • Astronautika • Astronomija • Biologija • Film • Fotografija • Glazba • Kazalište • Kemija • Kiparstvo • Knjige • Književnost • Kršćanstvo • Meteorologija • Medicina • Planinarstvo • Politika • Pravo • Promet • Slikarstvo • Strip • Šport • Televizija • Znanost • Zrakoplovstvo • Željeznički promet
Književnost u 2007.

## Svijet

### Književna djela
- Harry Potter i Darovi smrti, J. K. Rowling

### Nagrade i priznanja
- Nobelova nagrada za književnost:

## Hrvatska i u Hrvata

### Književna djela
- Katedrala Ive Brešana
- Hrvatski martirologij XX. stoljeća don Ante Bakovića

### Smrti
- 5. veljače – Slavko Mihalić, hrvatski pjesnik, novelist, novinar, književni kritičar i akademik (* 1928.)
- 27. lipnja – Dragutin Tadijanović, hrvatski pjesnik (* 1905.)

## Vanjske poveznice
|  | Zajednički poslužitelj ima još gradiva o temi Književnost u 2007. |